# Реґінальд Вішньовський
о. Реґінальд Вішньовський ОП (пол. Reginald Wiśniowski; у хрещенні Станіслав; 12 листопада 1920, с. Вигнанка, нині належить до м. Чорткова, нині Україна — 4 лютого 2018, м. Краків, Польща) — польський католицький священник. Був найстаршим польським домініканцем.

## Життєпис
Станіслав Вішньовський народився 12 листопада 1920 року у передмісті Чорткова, нині Чортківської громади Чортківського району Тернопільської области України. У нього було дев'ять братів і сестер, з яких три сестри стали домініканками, одна — йосифіткою.
Навчався в Чортківській початковій (1931) та гуманітарній (1939) школах. Іспит склав 23 травня 1939 року.
29 липня 1939 року вступив у домініканський орден, отримавши ім'я Реґінальд. У 8 вересня 1940 року склав перші обіти, а другі — 8 вересня 1943 року. У Кракові закінчив філософсько-богословський факультет (1946). 21 червня 1946 року отримав вчене звання лектора богослов'я за мотивами роботи «Чеснота жертовності (щедрості) по Святому Томі Аквінському», яку написав під керівництвом о. Яцека Воронецького.
17 червня 1945 року висвячений на священника єпископом Міхалом Годлевським. У 1950—1957 роках був майстром семінаристів у Ярославі та Кракові. Читав лекції у філософсько-теологічному коледжі з літургії, гомілетики, космології, соціології, історії філософії, логіки, практичної моральної теології та археології. Був промоутером Третього Чину в Кракові (1947—1949), соціалістом провінційного отця Міхала Мрочковського (під час його першого терміну), провінційним інспектором новіціату та монастирів сестер домініканок, директором проповідників домініканців Центр у Варшаві (1970—1980). Одночасно він керував реколекціями та місіями по всій Польщі.
У 1991—1996 роках залишався у своєму родинному Чорткові, беручи участь у реконструкції костелу святого Станіслава. У 1991 року його стараннями відбулася ексгумація та урочисте перепоховання останків чортківських мучеників, котрих закатували більшовики (радянські комуністи) у 1941 році. Від 1970 року організував у першу неділю жовтня паломництво до чудотворної ікони Чортківської Богородиці, яка нині перебуває в Домініканському костелі на вулиці Фрета у Варшаві.
Служив у містах: Кракові (до 1950, 1996—2018), Ярославі (1950—1951, 1953—1957), Познані (1961—1970), Варшаві (1970—1990), Чорткові (1991—1996). У Кракові він також був капеланом сестер домініканок у Грудеку та постійним сповідником сестер домініканок у Каштанові.
Проживав у домініканському монастирі у Кракові, де й помер 4 лютого 2018 року.